# Baltimore Open 1975 - Doppio
Il doppio del torneo di tennis Baltimore Open 1975, facente parte della categoria Grand Prix, ha avuto come vincitori Dick Crealy e Ray Ruffels che hanno battuto in finale Ismail El Shafei e Frew McMillan con il punteggio di 6–4, 6–3.

## Teste di serie
1. Ross Case /  Geoff Masters (primo turno)

1. Brian Gottfried /  Erik Van Dillen (semifinali)

## Tabellone

### Legenda
| - Q = Qualificato - WC = Wild card - LL = Lucky loser | - ALT = Alternate - SE = Special Exempt - PR = Protected Ranking | - w/o = Walkover - r = Ritirato - d = Squalificato |

|  | Quarti di finale            | Quarti di finale                | Quarti di finale                | Quarti di finale | Quarti di finale |  |  | Semifinali                      | Semifinali                      | Semifinali                      | Semifinali                     | Semifinali                     |   |   | Finale                  | Finale                  | Finale                  | Finale | Finale |  |
|  |                             |                                 |                                 |                  |                  |  |  |                                 |                                 |                                 |                                |                                |   |   |                         |                         |                         |        |        |  |
|  | 2                           | Brian Gottfried Erik Van Dillen | Brian Gottfried Erik Van Dillen | 6                | 6                |  |  |                                 |                                 |                                 |                                |                                |   |   |                         |                         |                         |        |        |  |
|  |                             | Robert Lutz B Phillips-Moore    | Robert Lutz B Phillips-Moore    | 2                | 2                |  |  | Brian Gottfried Erik Van Dillen | Brian Gottfried Erik Van Dillen | Brian Gottfried Erik Van Dillen | 4                              | 4                              |   |   |                         |                         |                         |        |        |  |
|  | Dick Crealy Ray Ruffels     | Dick Crealy Ray Ruffels         | Dick Crealy Ray Ruffels         | 7                | 6                |  |  | Dick Crealy Ray Ruffels         | Dick Crealy Ray Ruffels         | Dick Crealy Ray Ruffels         | 6                              | 6                              |   |   |                         |                         |                         |        |        |  |
|  | Tony Roche Allan Stone      | Tony Roche Allan Stone          | Tony Roche Allan Stone          | 6                | 3                |  |  |                                 |                                 |                                 |                                |                                |   |   | Dick Crealy Ray Ruffels | Dick Crealy Ray Ruffels | Dick Crealy Ray Ruffels | 6      | 6      |  |
|  | Paul Gerken Steve Krulevitz | Paul Gerken Steve Krulevitz     | Paul Gerken Steve Krulevitz     | 6                | 6                |  |  |                                 |                                 | Ismail El Shafei Frew McMillan  | Ismail El Shafei Frew McMillan | Ismail El Shafei Frew McMillan | 4 | 3 |                         |                         |                         |        |        |  |
|  | Harold Solomon Kim Warwick  | Harold Solomon Kim Warwick      | Harold Solomon Kim Warwick      | 3                | 4                |  |  | Paul Gerken Steve Krulevitz     | Paul Gerken Steve Krulevitz     | Paul Gerken Steve Krulevitz     | 3                              | 4                              |   |   |                         |                         |                         |        |        |  |
|  |                             | Ismail El Shafei Frew McMillan  | Ismail El Shafei Frew McMillan  | 7                | 6                |  |  | Ismail El Shafei Frew McMillan  | Ismail El Shafei Frew McMillan  | Ismail El Shafei Frew McMillan  | 6                              | 6                              |   |   |                         |                         |                         |        |        |  |
|  | 1                           | Ross Case Geoff Masters         | Ross Case Geoff Masters         | 6                | 3                |  |  |                                 |                                 |                                 |                                |                                |   |   |                         |                         |                         |        |        |  |